# ÖLEVIA

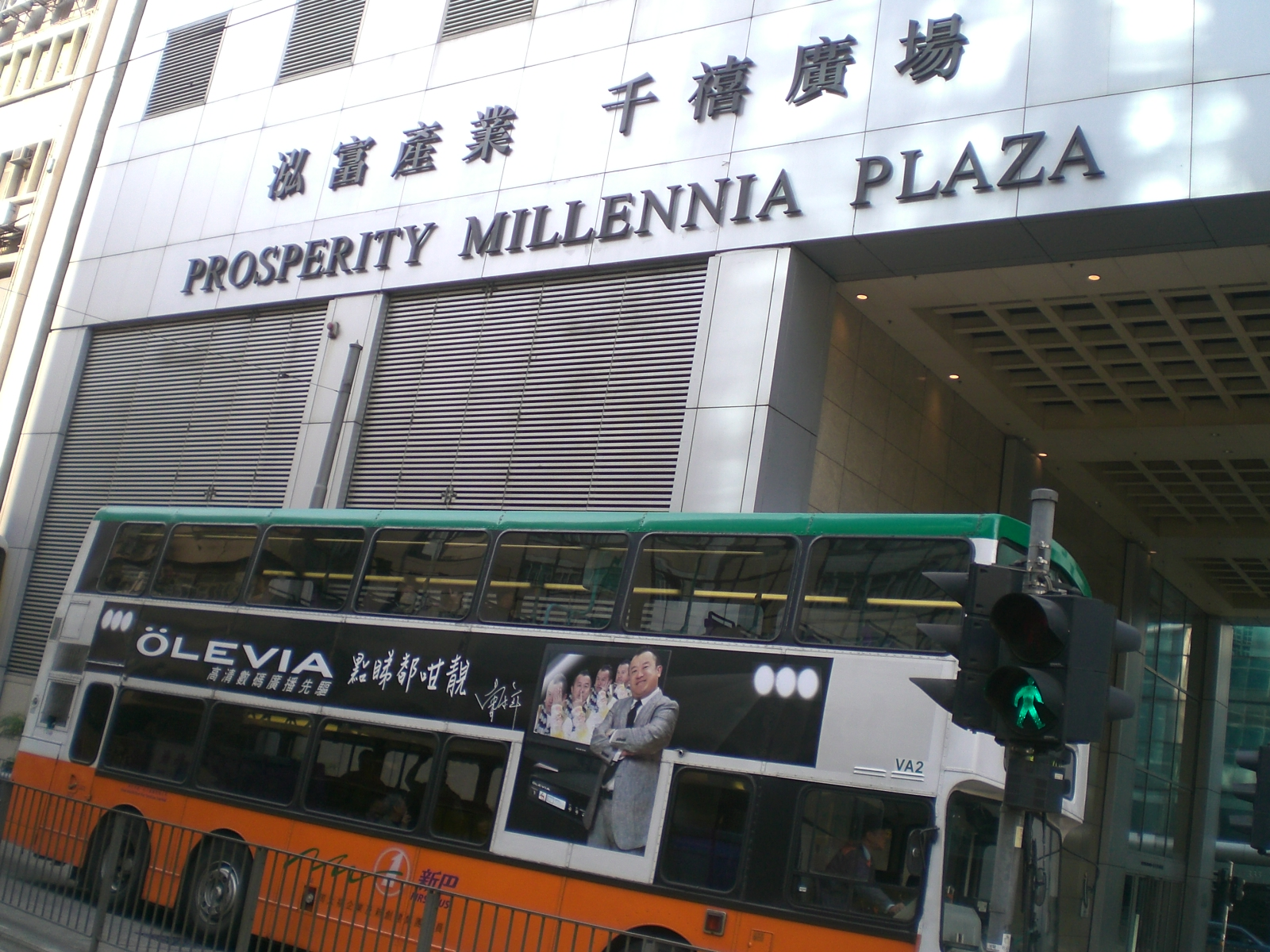
Ölevia的巴士車身廣告

Ölevia，又名 ÖLEVIA、Olevia、OLEVIA，是一個著名的電視機、液晶顯示器及用於香港數碼廣播的機頂盒品牌，由台灣上市公司歌林（1606）跟美國原納斯達克上市公司（破產後，把部分業務出售給艾默生電子股份有限公司）合作出品。

## 相關
- 電腦LCD
- 機頂盒
- 曾志偉，香港人，高清電視HDTV香港電視廣告代言人。
- 李敬華，台灣人，1967年出生於高雄市岡山區，Syntax 的創辦人、Syntax Brillian 原總裁暨營運長。

## 外部連結
- OLEVIA官方網站 （页面存档备份，存于）
- 《品牌故事》OLEVIA 擠進北美前十大